# 마쓰다이라 도모스케
마쓰다이라 도모스케(일본어: 松平与副, 생몰년 미상)는 센고쿠 시대의 무장으로 도모쓰구(与嗣)라고도 한다. 마쓰다이라 종가 제3대 당주 마쓰다이라 노부미쓰의 4남으로, 미카와(아이치현) 누카타군 나카야마(中山)에서 호이 군 가타하라(形原)로 옮겨 가, 가타노하라 마쓰다이라가의 시조가 된다. 자식은 사다스케가 있다.
에이쇼 연간(1504~ 1521년)의 음력 12월 21일에 사망했다고 알려져 있지만 정확하게는 알 수 없다.
| 전임 (마쓰다이라 노부미쓰) | 제1대 가타노하라 마쓰다이라가 당주 | 후임 마쓰다이라 사다스케 |